# Chikkonahalli, Turuvekere
Chikkonahalli là một làng thuộc tehsil Turuvekere, huyện Tumkur, bang Karnataka, Ấn Độ.